# Église Saint-Géry d'Havys
Pour les articles homonymes, voir Église Saint-Géry.
L'église Saint-Géry est une église fortifiée située à Flaignes-Havys, en Ardennes, France. Cet édifice a été construit au XVIIe siècle, probablement à la suite de la destruction de l'église antérieure en 1643 par l'armée espagnole, après leur défaite à Rocroi.

## Description
L'édifice est rectangulaire, de 23,40 m sur 7,70 m, avec une tour ronde accolée à l'angle nord-ouest.
La nef est très simple à l'intérieur, pavée de carreaux de briques rouges. Le chœur est plus ouvragé. Il forme un ensemble distinct de la nef. Il est composé de deux demi-travées à voûtes d'ogives, en plein cintre. Les voûtes retombent sur des consoles sans colonnette, à peine plus larges que les arcs. Ces arcs sont taillés en nervures anguleuses. Côté sud du chœur, une piscine a une façade ornée de meneaux flamboyants.

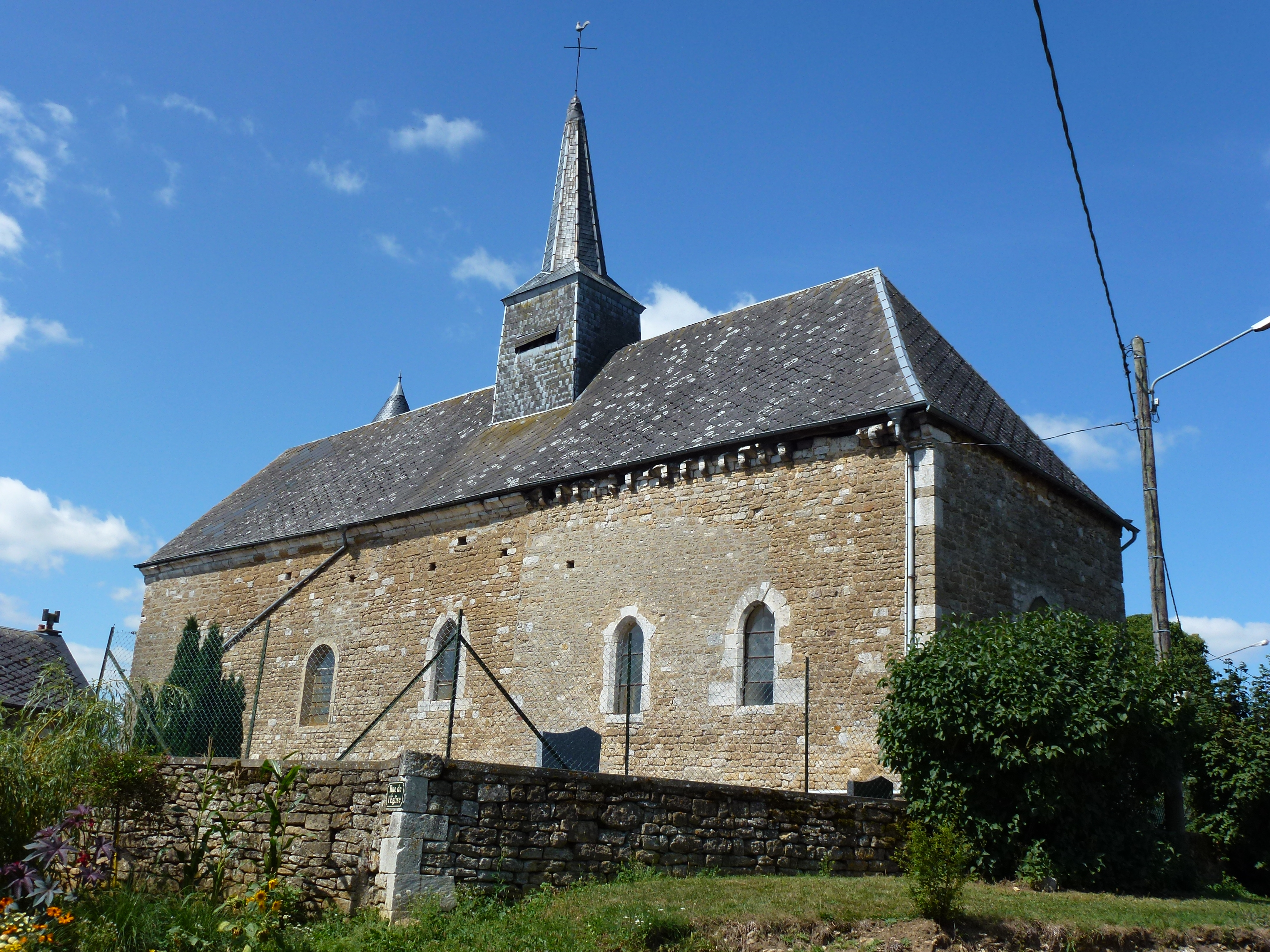
Vue du sud.
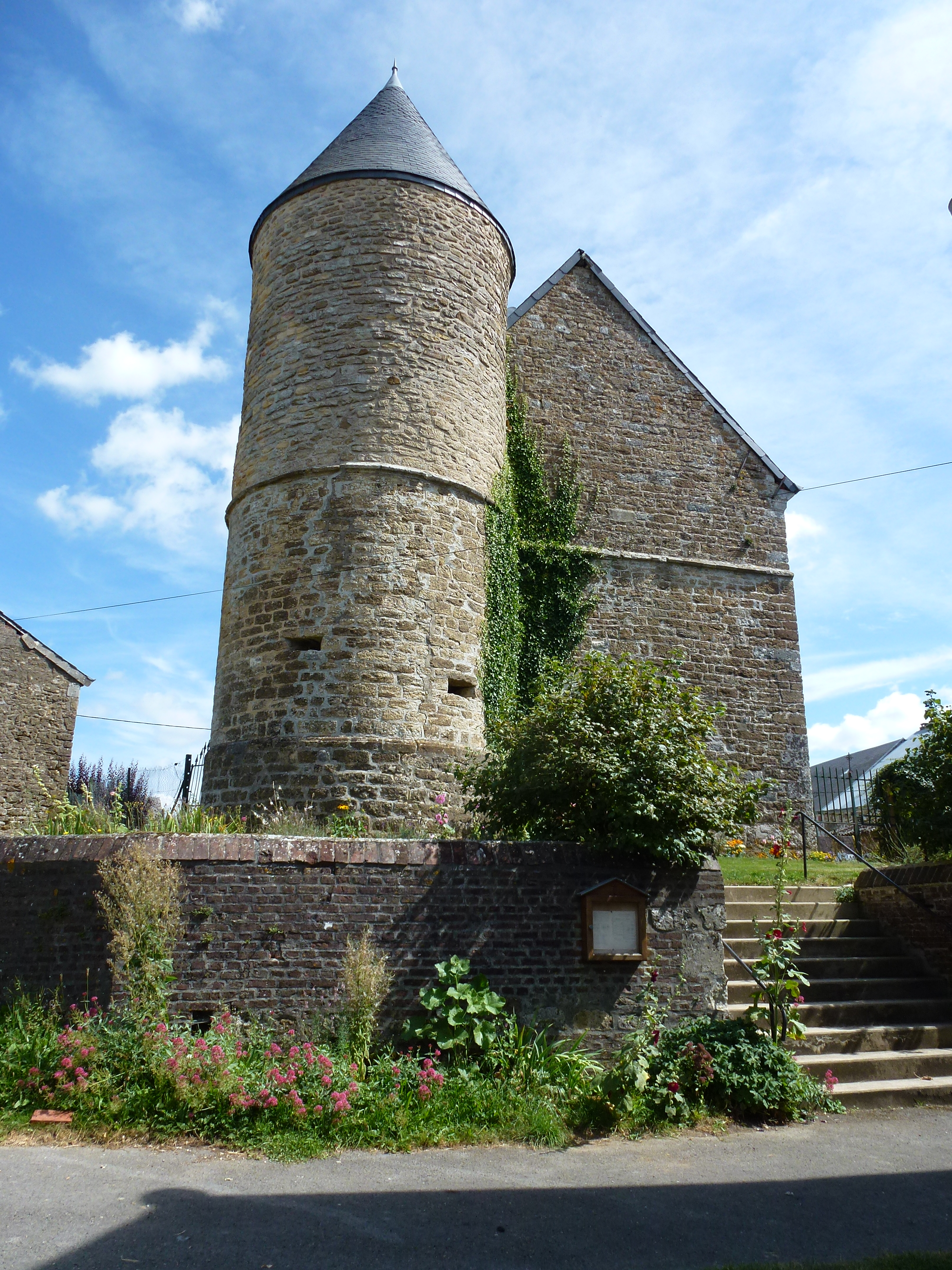
La tour.
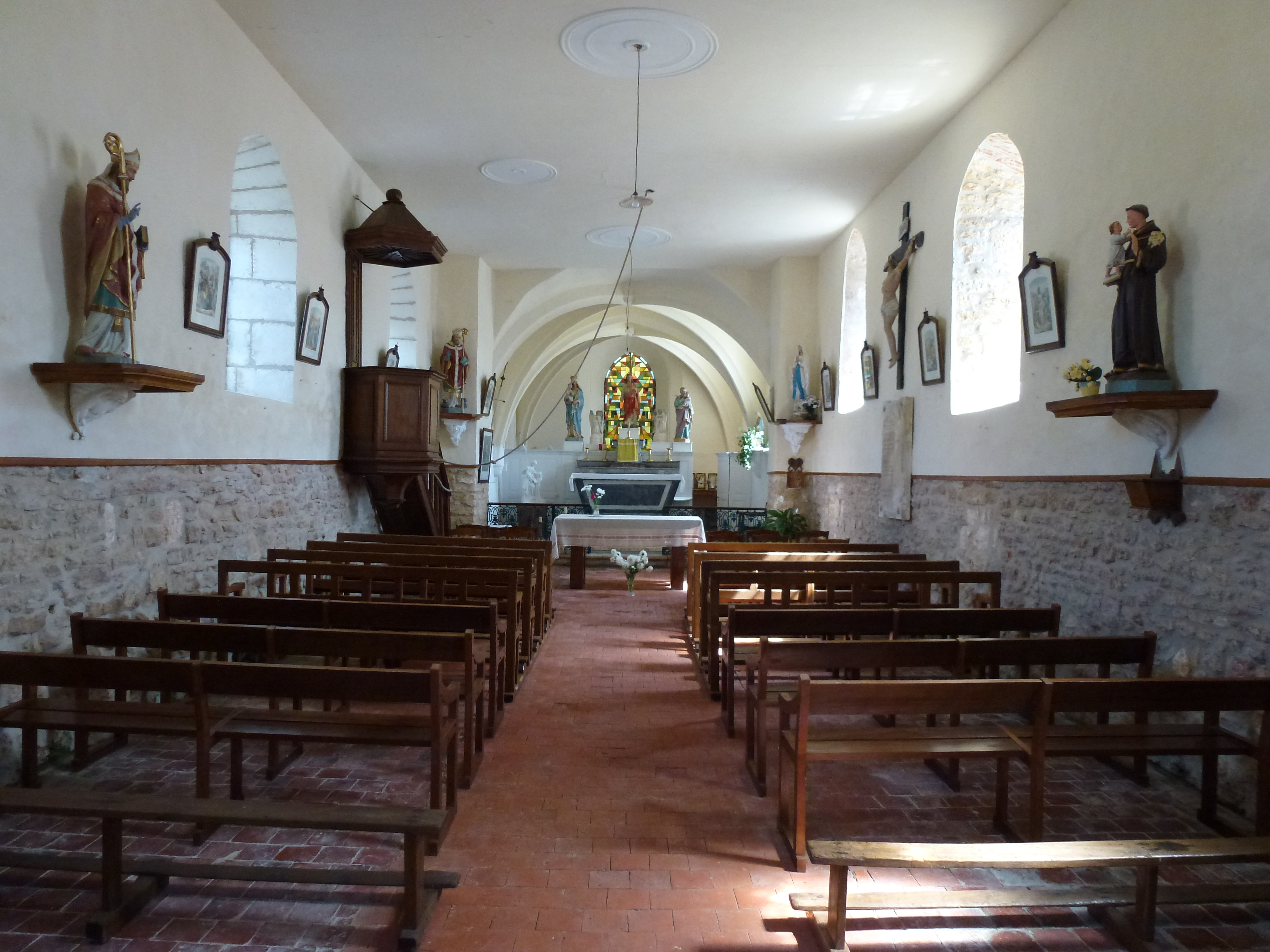
Intérieur.

## Localisation
L'église est située sur le hameau de Havys, commune de Flaignes-Havys, dans le département français des Ardennes.

## Historique
Un pouillé (registre ecclésiastique) de 1306 fait mention du village comme paroisse, fondée en l'honneur de saint Géry, en latin Gaugericus. Elle dépend de l'abbaye de Bucilly.
L'église actuelle est sans doute le résultat d'une reconstruction d'une église antérieure, brûlée en 1643, comme l'ensemble du village, par les impériaux, à la suite de la bataille de Rocroi.